# 比伦峰
46°47′35″N 9°53′17″E / 46.79314°N 9.88800°E

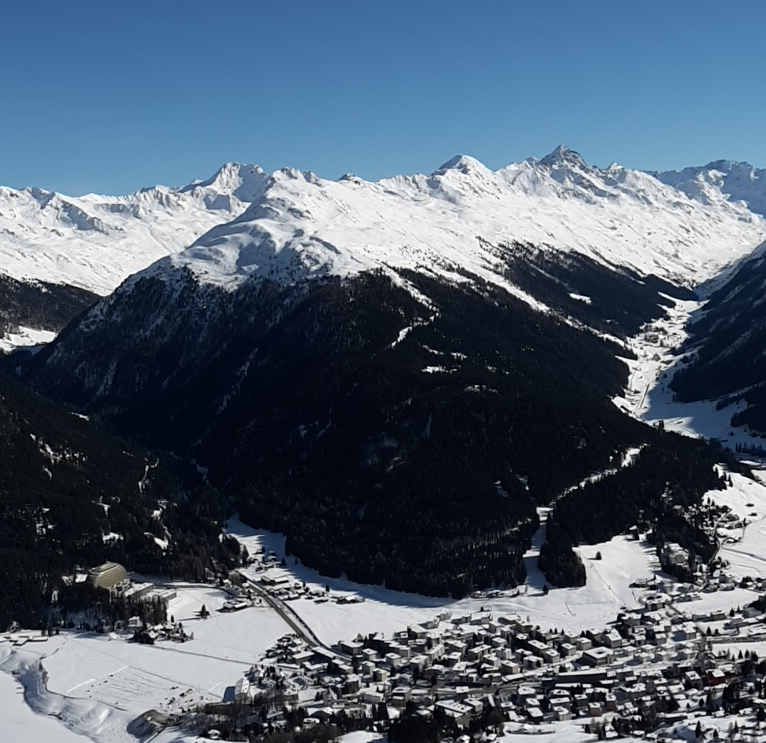

比伦峰（德語：Büelenhorn）是瑞士的山峰，位於該國東南部，由格勞賓登州負責管轄，屬於阿爾布拉山脈的一部分，海拔高度2,513米，每年平均降雨量1,729毫米。